# Шахвердиев, Исрафил Шахверди оглы
Исрафил Шахверди оглы Шахвердиев (азерб. İsrafil Şahverdi oğlu Şahverdiyev; 11 июня 1952 — 13 января 1994) — военнослужащий Вооружённых сил Республики Азербайджан, Национальный Герой Азербайджана (1995).

## Биография
Родился Исрафил Шахвердиев 11 июня 1952 года в селе Унанову, Лачинского района, Азербайджанской ССР. В 1959 году поступил на обучение в Унановскую сельскую среднюю школу, которую окончил в 1969 году. С 1971 по 1974 годы проходил срочную военную службу в рядах Советской Армии. В 1975 году начал трудовую деятельность в качестве милиционера в отделе внутренних дел Лачинского района.
В самом начале вооружённых столкновений в армяно-азербайджанском конфликте, в качестве сотрудника правоохранительных органов, принимал активное участие в обеспечении безопасности населения, в поимке и обезвреживании бандитов, проявлял отвагу и героизм. В результате его действий были обезоружены два бойца противника, пытавшихся прорваться через село Каладереси. Его большой заслугой являлось также участие в поимке убийц журналистки-шехида Салатын Аскеровой. Весной 1991 года Исрафил вновь принимает участие в вооружённых столкновениях вблизи села Каладереси. В ожесточённом бою, длившемся с ночи до утра, противник встретил сильное сопротивление и был вынужден отступить.
С 19 сентября по 17 ноября 1992 года Шахвердиев в составе роты участвовал в боях за Ходжазскую высоту и село Ходжаз. Неоднократно в составе группы выходил в разведку. 6 января 1994 года его рота вступила в бой за освобождение сёл Физулинского района. Были освобождены посёлок Горадиз, а также 4 малых села. 13 января 1994 года Шахвердиев принял последний бой. Рота пошла в атаку с нескольких направлений, сопротивление противника было сломлено. Командир Шахвердиев направился за пулемётом, чтобы помочь раненым бойцам, однако снарядом, который разорвался вблизи, был смертельно ранен.
Исрафил был женат, воспитывал троих детей.

## Память
Указом Президента Азербайджанской Республики № 262 от 15 января 1995 года Исрафилу Шахверди оглы Шахвердиеву было присвоено звание Национального Героя Азербайджана (посмертно).
Похоронен в Аллее Шехидов города Баку.
Одна из средних школ Лачинского района Республики Азербайджан носит имя Исрафила Шахвердиева.